# Georges Bereta
Georges Bereta (Saint-Étienne, 15 mei 1946 – 4 juli 2023) was een Frans voetballer van Poolse afkomst die speelde als aanvaller. Van 1966 tot 1974 speelde Bereta voor Saint-Étienne, waarmee hij zesmaal de Franse landstitel won. Van 1975 tot 1978 speelde Bereta voor Olympique Marseille. Bereta speelde vierenveertig interlands voor het Frans voetbalelftal, waarin hij viermaal scoorde.
Bereta overleed op 77-jarige leeftijd.

## Erelijst
Saint-Étienne
- Division 1: 1966/67, 1967/68, 1968/69, 1969/70, 1973/74, 1974/75
- Coupe de France: 1967/68, 1969/70, 1973/74, 1975/76
- Challenge des champions: 1967, 1969
- Intertoto Cup: 1972 (groepswinnaar)

 Olympique Marseille
- Coupe de France: 1975/76